# Живот без душе
Живот без душе (фр. Life Without Soul) амерички је црно-бели неми хорор филм из 1915. године, редитеља Џозефа В. Смајлија, у коме главне улоге тумаче: Перси Стандинг, Џорџ де Карлтон и Луси Котон. Представља другу филмску адаптацију романа Франкенштајн или модерни Прометеј (1818), списатељице Мери Шели. Радња прати доктора који ставара човека без душе, што проузрокује стравичне последице. На крају се испоставља да је цела радња била само сан главног јунака, који је заспао читајући Шелину књигу.
Филм се данас сматра изгубљеним.

## Радња
Млад човек успева да подари живот статуи, што проузрокује катастрофалне последице.

## Улоге
| Глумац           | Улога               |
| ---------------- | ------------------- |
| Перси Стандинг   | Створење            |
| Џорџ де Карлтон  | Франкенштајнов отац |
| Луси Котон       | Елизабет Лавенца    |
| Полина Карли     | Клаудија Фравли     |
| Џек Хопкинс      | Хенри Клариџ        |
| Дејвид Маколи    | Виктор Фравли       |
| Виолет де Бикари | Елизабет, као дете  |
| Вилијам А. Кохил | др Вилијам Фравли   |